# کازویا شیئوتسوکی
کازویا شیئوتسوکی (انگلیسی: Kazuya Shiotsuki؛ زادهٔ) پویانما، طراح شخصیت اهل ژاپن است. وی از سال ۲۰۰۱ میلادی تاکنون مشغول فعالیت بوده‌است.